# Isla Hamilton (Nunavut)
La inhabitada Isla Hamilton está situada en la Región de Qikiqtaaluk, en Nunavut, Canadá. Forma parte del Archipiélago Ártico Canadiense, comprendida en el Canal de Parry, al norte de la Isla Russell y al suroeste de la Isla Young